# Émilie du Châtelet
Gabrielle Émilie Le Tonnelier de Breteuil, markiza du Châtelet, pogosto Émilie du Châtelet, francoska matematičarka in fizičarka, * 17. december 1706, Pariz, † 10. september 1749, Lunéville.

## Življenje
Hči Louisa Nicolasa Le Tonneliera, barona de Breteuil, šefa diplomatskega protokola (Introducteur des Ambassadeurs) na dvoru Ludvika XIV. Émilie je tako imela priložnost živeti v odprtem okolju, njeni starši so npr. v svojem pariškem salonu gostili pesnika Jean-Baptiste Rousseauja ter Fontenelleja, ki ju je Émilie poznala že od otroštva. Prav svojemu očetu dolguje posebno vzgojo, ki so je sicer le redko bile deležne deklice tistega časa. Sam jo je poučeval latinsko, ker pa je bila zelo nadarjena za študij, se je naučila še grško in nemško. Prav tako je izkazovala talent za glasbo, znala je igrati čembalo, pela je operno glasbo, rada pa je imela tudi ples in gledališče.
Poročila se je pri 19 letih (1725) s 30-letnim markizom Florentom Claudom du Chastellet in tako sama postala markiza du Chastellet (novo črkovanje »Châtelet« je uvedel Voltaire in se je ohranilo do danes), njuna poroka je bila dogovorjena med družinama, kot je tedaj bilo med plemstvom v navadi. Nekaj časa je živela v Semur-en-Auxois, kjer je njen soprog bil guverner in kjer je med drugim spoznala matematika Mézièresa. Mož ji je dopustil precej svobodno življenje, saj se je zavedal njenih intelektualnih kapacitet. Imela sta tri otroke (med njimi tudi Louis Marie Florenta du Chatelet), moža pa je zaradi njegove vojaške kariere videvala bolj poredko. Ker je menila, da je s tremi rojstvi izpolnila svoje zakonske dolžnosti, sta se z možem dogovorila za ločeno življenje v istem gospodinjstvu, kar je po tedanji aristokratski morali med drugim pomenilo možnost za izvenzakonske zveze. Tako naj bi Émilie imela ljubezenska razmerja z markizom de Guébriantom, z maršalom de Richelieujem (nečakom slavnega kardinala Richelieuja) in z Voltairom.

## Delo
Leta 1737 je Châteletova izdala spis z naslovom Disertacija o naravi in razširjanju ognja (Dissertation sur la nature et la propagation du feu), ki je temeljil na njenem raziskovanju znanosti o ognju; v njem je napovedala sevanje, ki mu danes pravimo infrardeče sevanje. 
Njeno delo Lekcije iz fizike (Institutions de Physique) iz leta 1740 je bilo nekakšen pregled novih idej v znanosti in filozofiji, namenjeno njenemu 13-letnemu sinu, a je ob tem skušalo uskladiti kompleksne teorije in zamisli vodilnih znanstvenikov. V njem je kombinirala Leibinzeve teorije s praktičnimi opazovanji Willema 's Gravesandeja, da bi podprla (tedaj še sporno Leibnizevo tezo, da je energija gibajočega se predmeta sorazmerna kvadratu njegove hitrosti, ne pa hitrosti sami, kakor je menila večina fizikov in mislecev z Newtonom in Voltairom na čelu. (Znana formula klasične fizike W=1⁄2mv²).
V letu svoje smrti ji je uspelo dokončati prevajalsko delo, ki velja za njen izjemen dosežek: gre za francoski prevod Newtonovih Matematičnih načel naravoslovja, ki jih je dopolnila z lastnimi komentarji, med drugim tudi s svojo izpeljavo načela o ohranitvi energije iz aksiomov mehanike. Ta prevod še dandanes velja za standardni francoski prevod. 
1. 1 2 3 4  data.bnf.fr: platforma za odprte podatke — 2011.
2. 1 2  MacTutor History of Mathematics archive — 1994.